# Avalon Hill's Squad Leader
Avalon Hill's Squad Leader là một game chiến lược theo lượt do hãng Random Games phát triển và Hasbro phát hành vào năm 2000. Đây là tựa game nối tiếp board wargame Squad Leader của Avalon Hill.

## Phát triển
Nhà phát hành Avalon Hill đã xem xét một phiên bản PC của board wargame Squad Leader trong những năm 1990, khi trò chơi và các bản Advanced Squad Leader của nó đã bán được hơn 1 triệu bản vào năm 1997. Tuy nhiên, Terry Coleman của Computer Gaming World đã lưu ý rằng sự phức tạp của dòng game này khiến công việc "quá nan giải" vào lúc ban đầu. Vào giữa thập kỷ này, nhà phát hành đã làm việc với Atomic Games trên một phiên bản máy tính có tên Beyond Squad Leader, nhưng mối quan hệ đối tác của các công ty đã sụp đổ và trò chơi trở thành Close Combat không mấy liên quan vào năm 1996. Avalon Hill đã cố thử lại với Computer Squad Leader của Big Time Software, được công bố vào đầu năm 1997. Dự án này đã thất bại vào tháng 7 năm 1998 để trở thành wargame độc lập Combat Mission, trong thời gian sắp tới để mua Avalon Hill của Hasbro. Vào thời điểm hủy bỏ của Computer Squad Leader, Avalon Hill đã công bố kế hoạch hợp đồng với một nhà phát triển khác để chuyển thể Squad Leader; Jack Dott của nhà phát hành giải thích rằng hóa thân tiếp theo sẽ  "trung thành hơn với sản phẩm gốc". Toàn bộ nhân viên của Avalon Hill đã bị sa thải khi bán lại công ty này cho Hasbro vào tháng 8 năm đó.
Vào cuối năm 1999, Computer Gaming World đã tung tin đồn rằng that Hasbro quan tâm đến việc chuyển thể dòng board game Avalon Hill thành các tựa game trên máy tính, bắt đầu với Panzer Blitz và Advanced Squad Leader. Nhà sản xuất Bill Levay về sau nói ằng ông đã thuê Random Games cho dự án sau khi phát hiện ra "linh hồn của Squad Leader trong tựa game Chaos Gate của họ", một phiên bản máy tính của dòng board game Warhammer 40,000. Levay mô tả Squad Leader là một nỗ lực để nắm bắt "linh hồn" của bản gốc, và để tạo ra một trò chơi chiến thuật "dễ tiếp cận hơn", thay vì sự mô phỏng khó hiểu hoặc chuyển thể theo đúng nghĩa đen của phiên bản board game. Người đứng đầu bộ phận tiếp thị cho phiên bản máy tính của Squad Leader, Tom Nichols, giải thích rằng trò chơi này "dựa rất nhiều" vào Chaos Gate. Squad Leader cũng sử dụng lại game engine của dự án đó, từng xuất hiện tương tự trong tựa game Soldiers at War của Random. Trò chơi được công bố vào tháng 4 năm 2000.

## Đón nhận
Squad Leader nhận được đánh giá "phần lớn là tiêu cực", theo trang web tổng hợp kết quả đánh giá Metacritic.
Trong PC Gamer US, cây bút William R. Trotter viết như sau, "Hasbro đã xác nhận nỗi sợ hãi tồi tệ nhất của mọi người. Thật đáng kinh ngạc, họ đã phát hành một trò chơi không chỉ đối kháng với mọi người hâm mộ sống còn của Squad Leader, mà còn gây trở ngại và làm choáng váng hầu hết những người mới chơi."
Năm 2004, Peter Suciu của GameSpy viết rằng Squad Leader "vẫn là một trong những bản chuyển thể từ board game sang máy tính tồi tệ nhất cho đến nay".